# توتا (لاعب كرة قدم، مواليد 1999)
لويس سيلفا ميلو والمشهور ب توتا هو لاعب كرة قدم برازيلي يلعب كمدافع في نادي آينتراخت فرانكفورت.

## روابط خارجية
- توتا (لاعب كرة قدم،مواليد 1999) على موقع الاتحاد الأوربي (الإنجليزية)
- توتا (لاعب كرة قدم،مواليد 1999) على موقع قاعدة بيانات كرة القدم.إي يو (الإنجليزية)
- توتا (لاعب كرة قدم،مواليد 1999) على موقع ليكيب (الفرنسية)
- توتا (لاعب كرة قدم،مواليد 1999) على موقع Soccerway.com (الإنجليزية)
- توتا (لاعب كرة قدم،مواليد 1999) على موقع عالم كرة القدم.نت (الإنجليزية)